# Igreja de Santo Antônio (Porto Alegre)
A Igreja de Santo Antônio é um templo católico localizado na cidade brasileira de Porto Alegre, à rua Luís de Camões 35. A presente igreja é o segundo edifício erguido neste local, sucedendo uma pequena capela fundada em 1876. É o centro de uma tradicional festividade dedicada a Santo Antônio de Lisboa.

## História

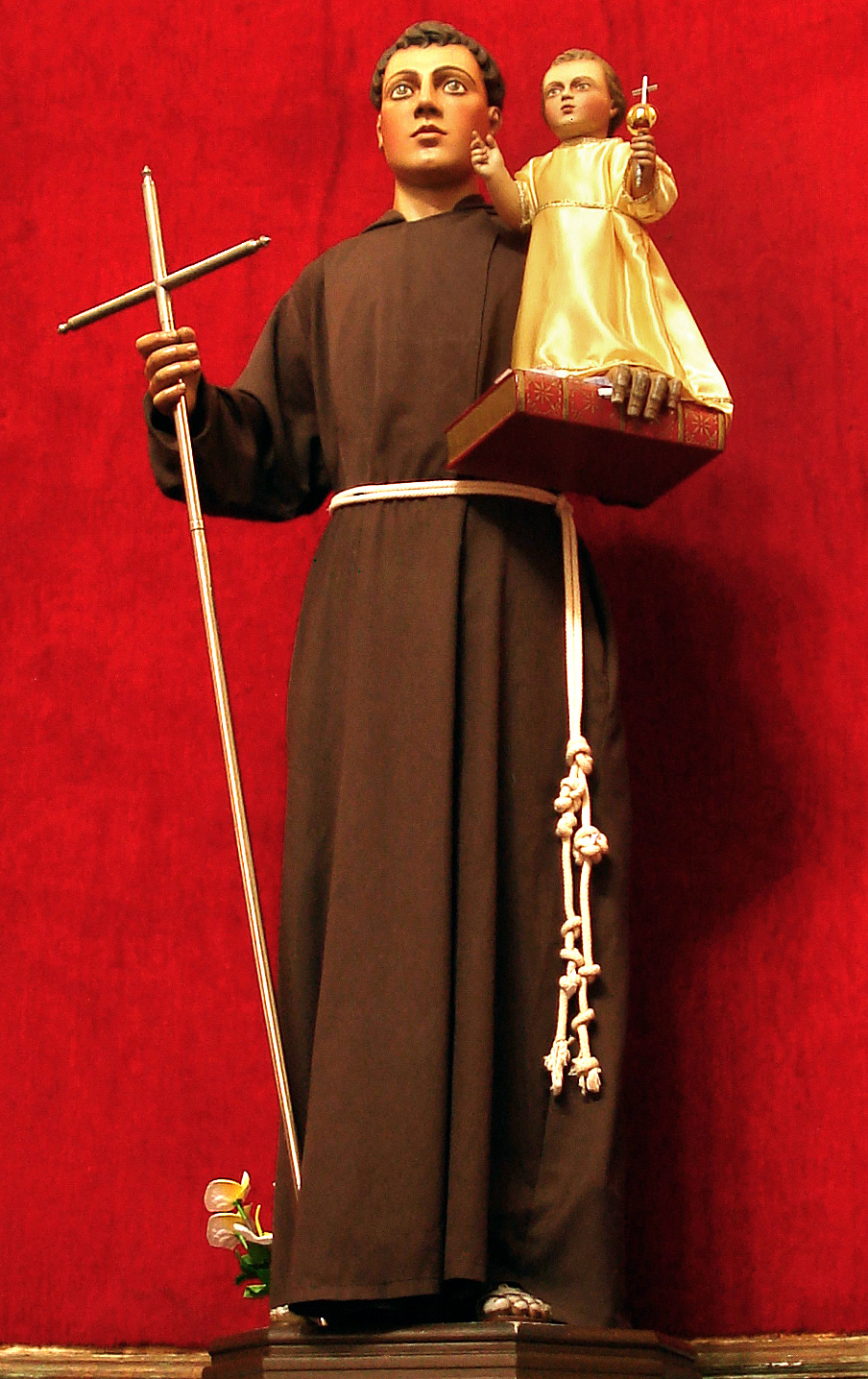
Santo Antônio e o Menino Jesus, num altar lateral da Igreja

A Igreja de Santo Antônio situa-se num terreno que na segunda metade do século XIX fazia parte de um loteamento organizado por Fernando dos Santos Pereira. A área estava no topo de um morro alto e era distante do centro, e para atrair interessados Pereira ofereceu dois terrenos para a Sociedade Partenon Literário levantar sua sede própria. A Sociedade tinha grande prestígio e era o ponto de encontro dos mais notáveis intelectuais e escritores porto-alegrenses. Em contrapartida, a Sociedade concordou em emprestar seu nome para o loteamento, e daí deriva o atual nome do bairro, Partenon. Um dos terrenos foi vendido para custear as obras do edifício. Em novembro de 1873, numa cerimônia em que estiveram presentes João Pedro Carvalho de Morais, presidente da província, e dom Sebastião Dias Laranjeira, bispo de Porto Alegre, foi lançada a pedra fundamental, mas o projeto acabou sendo abandonado.
No terreno vendido o coronel Arruda mandou erguer uma capelinha dedicada a Santo Antônio de Lisboa, autorizada por provisão episcopal de 9 de junho de 1875. A pedra fundamental foi lançada em 16 de maio de 1876, sendo inaugurada na noite de Natal de 1881 com missa festiva. Em 6 de janeiro do ano seguinte a imagem do padroeiro foi trasladada com festas e procissão desde a Catedral até sua nova casa. Em 1895 foi realizado o primeiro batizado, e em 1904 foi criado o grupo do Apostolado da Oração.

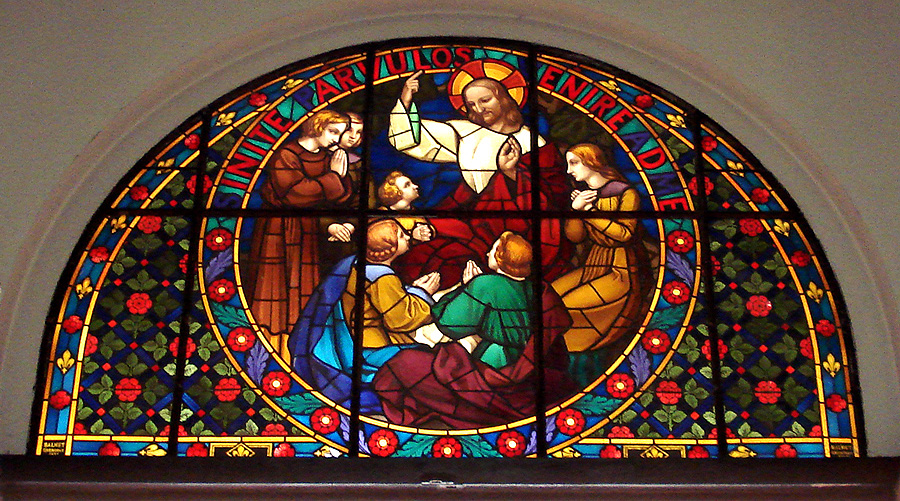
Vitral na entrada ilustrando o magistério de Cristo

Em 30 de agosto de 1911 foi criado o curato. O primeiro cura foi o padre português Manuel da Costa. Em 1912, posto sob a direção dos Capuchinhos franceses, assumiu o frei Bernardin d'Apremont. Em 1913 iniciou a tradição das festas de Santo Antônio, e no mesmo ano foi fundada uma escola associada à igreja, dirigida pelos Lassalistas. Em 28 de junho de 1919 o curato foi elevado a paróquia, sendo seu primeiro pároco o frei Germain de Saint-Six, que já dirigia a capela desde 1915, desempenhado a função até 1939.
Em 1922 a capelinha foi ampliada, mas pouco tempo depois, em 1928, foi demolida para dar lugar a um templo maior. O projeto foi de autoria do francês Henri-Victor Denarté, enquanto que Mathäus Germann Desiderius Casagranda, conhecido como Mateus Casagrande, realizou a obra, iniciada em 17 de julho de 1928. O carrilhão com dezoito sinos veio da França em 1932, mas neste ano as obras praticamente paralisaram.
A igreja passou muitos anos incompleta. As obras reiniciaram em 1950 sob o governo do pároco frei Alberto Stawinski, tomaram impulso em 1957 sob o vicariato do frei Flávio de Bom Jesus, concluindo em 1961, ano em que foi celebrado o jubileu da paróquia, que iniciava uma fase de expansão de suas atividades. Em 1968 o salão paroquial foi reformado, e na década de 1980 foi criado um salão panorâmico. Na década seguinte foi criado um ginásio esportivo e um centro catequético. Em 2001 os vitrais foram restaurados, o interior da igreja em 2008 e o exterior em 2010. Outras obras foram feitas nos anos sucessivos, incluindo reformas nos salões, inauguração de um centro de convivência, uma nova secretaria, lançamento do projeto Ação Solidária.
A tradicional Festa de Santo Antônio foi incluída no calendário de eventos oficial de Porto Alegre em 1998, sendo um dos maiores eventos religiosos do estado. Em 2003 a Câmara Municipal homenageou os cem anos da presença capuchinha na capital. Em 2011 a paróquia recebeu o Troféu Câmara Municipal de Porto Alegre, reconhecendo sua importante contribuição para o desenvolvimento social, humano e religioso da cidade.

## O edifício

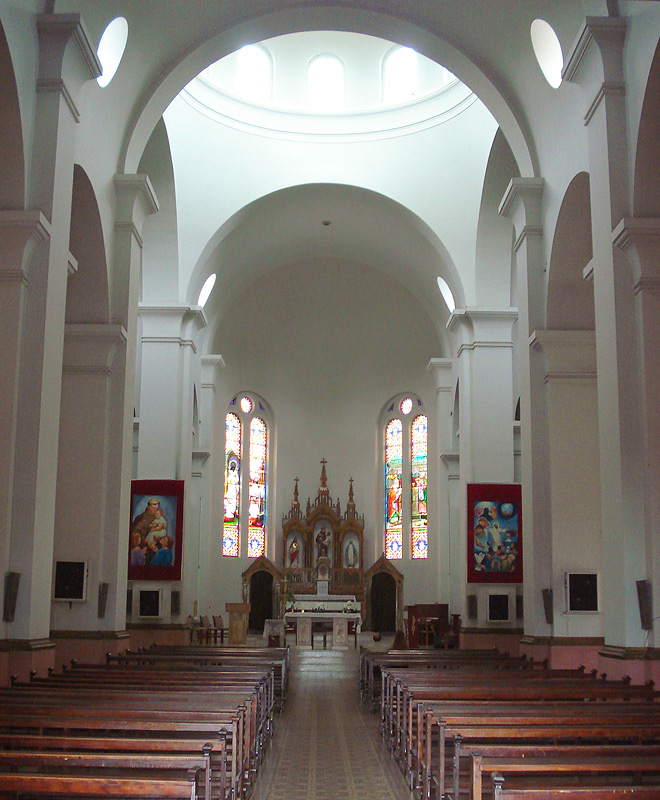
Nave central

Seu estilo é eclético, predominando traços românicos na fachada. Está situada defronte a um pequeno largo, e o acesso se dá por uma pequena escadaria. A fachada, revestida em grês imitando pedras aparelhadas, se desenvolve em um retângulo horizontal dividido em três blocos. Os laterais mostram uma grande janela de arco redondo, e o bloco central possui um grande frontispício em torno do vão de entrada, também de arco redondo, flanqueado por duas colunas e um friso, além de ser protegido por uma porta gradeada externa. Sobre o frontispício se ergue o campanário de seção quadrada dividido em quatro níveis, com quinas em destaque e coroado por uma cruz metálica.
Após a passagem por um pequeno átrio, sob o coro, penetra-se no interior. A planta tem o desenho de uma cruz latina, com três naves, uma cúpula sobre o transepto e uma capela-mor absidal. Suas proporções arquitetônicas são harmoniosas e amplas, mas seu interior é bastante despojado de adornos. Alguns elementos decorativos, porém, são dignos de nota, como a série de ricos vitrais fabricados na França ilustrando cenas da vida de Jesus e Santo Antônio, o retábulo na capela-mor, uma interessante peça de talha em madeira em estilo neogótico, e estatuária de considerável valor artístico em capelas secundárias.
Dentre as imagens se destacam uma grande estátua de Nossa Senhora da Paz portando um estandarte na mão direita, e segurando o Menino Jesus ao braço esquerdo, uma obra de grande beleza pela rica plasticidade das dobraduras do manto e pela elegante postura e benévola expressão das faces.
Outra imagem importante é a de São Francisco, de patética expressividade, tradicionalmente atribuída aos Jesuítas do Paraguai e trazida para o Rio Grande do Sul após a Guerra do Paraguai. Por fim se destaca também a imagem de Santo Antônio com o Menino Jesus na capela esquerda do transepto, trajados ambos com vestes de tecido.
Outro ponto de atração é a tumba do Frei Antônio de Caxias (1892-1987), figura conhecida na paróquia por sua benevolência e zelo apostólico, a quem se atribuem muitas curas e bênçãos, e onde estão depositados inúmeros ex-votos por graças alcançadas por seu intermédio.